# 李從福
李從福（1875年4月23日—1966年5月1日，又名）是一名出生於美國加利福尼亞州聖塔克魯茲縣沃森維爾的華裔演員。他能以英語、德語或拉丁語進行歌舞雜耍表演，後來成為電影演員。
在45歲的時候，他買下紐約市中餐館Jung Sy Mandarin Restaurant經營。他後來開了第二家餐廳Imig Sy，兩家餐廳都位於百老匯附近。二十世紀三十年代，他回到劇院工作，直到1932年才扮演一些小角色，當時他在電影“骷髏謀殺之謎”中飾演王雲。他在1939年的電影《黄先生的秘密》中飾演偵探黃先生的僕人。他在1940年的電影《知已知彼》中飾演廚師。他在1942年的電影《越洋記》中飾演男主角（亨弗萊·鮑嘉飾）的朋友Sam Wing On。他的最後一次演出是87歲的時候在《滿洲候選人》中飾演一個“大堂裡的人”。